# São Domingos do Araguaia
São Domingos do Araguaia là một đô thị thuộc bang Pará, Brasil. Đô thị này có diện tích 1392,326 km², dân số năm 2007 là 21054 người, mật độ 15,12 người/km².